# Liechtenstein Athletics Championships 2021
Die Liechtenstein Athletics Championships 2021 sollen am 28. August 2021 auf der Sportanlage Rheinwiese im liechtensteinischen Schaan ausgetragen werden. Organisiert werden sie vom LC Schaan und LC Vaduz im Auftrag des Liechtensteiner Leichtathletikverbandes (LLV) und Ostschweiz Athletics (OA).
In den Altersgruppen U16, U18, U20 und Männer/Frauen sind Wettkämpfe in acht Disziplinen vorgesehen. Der Liechtensteiner Meistertitel pro Kategorie/Disziplin wird nur vergeben, wenn mindestens drei Teilnehmer am Start sind. Aufgrund der Bestimmungen zur COVID-19-Pandemie ist die Teilnehmerzahl bei den technischen Disziplinen begrenzt.
Im Rahmen der Veranstaltung werden auch die OA-U16-Einkampf-Meisterschaften ausgetragen. Die Meistertitel sowie die Medaillen für die drei Erstplatzierten werden ausschliesslich an Athleten bzw. Athletinnen von Vereinen aus dem Verbandsgebiet von Ostschweiz Athletics unabhängig deren Rangierungen in der Meetingwertung im Rahmen der Siegerehrungen vergeben.